# Cicle estral
El cicle estral (derivat del llatí oestrus i originalment del grec οἶστρος) consisteix en els canvis fisiològics recurrents induïts per les hormones reproductives en la majoria de mamífers placentaris. En canvi, els éssers humans passen per un cicle menstrual. Els cicles estrals comencen després de la pubertat en les femelles sexualment madures i s'intercalen amb fases anestrals. Els cicles estrals habitualment es produeixen fins a la mort. Alguns animals poden presentar sagnats vaginals que sovint es confonen amb la menstruació.